# Sexburga di Ely
Sexburga di Ely (in inglese Seaxburh of Ely; VII secolo – 6 settembre 699) fu una Regina e principessa inglese che, rimasta vedova, divenne monaca e poi badessa. È venerata come santa dalla Chiesa cattolica e dalla Comunione anglicana.
Era figlia del re dell'Anglia orientale Anna e della sua consorte Sæwara. Tre sue sorelle sono ugualmente venerate come sante: Eteldreda, fondatrice e prima badessa dell'abbazia di Ely, Etelburga († 695 circa), badessa presso l'abbazia di Faremoutiers, Withburga († 743), badessa a Dereham. Venerata come santa anche la sorellastra, nata dalle prime nozze della madre, Sædrida o Sedrida († 660), monaca a Faremoutiers, di cui fu la seconda badessa. Di lei tratta il monaco benedettino ed agiografo, Gozzelino di San Bertino nella sua opera: Lectiones in festivitate S. Sexburge.

## Biografia
Sexburga sposò il re del Kent Eorcenberht. Dopo la morte del marito, avvenuta il 14 luglio 664, Sexburga regnò sul Kent come reggente in nome del figlio primogenito Ecgberht fino a che questi raggiunse la maggior età. Quindi si fece suora e fondò l'abbazia di Minster-in-Sheppey ma presto si trasferì all'abbazia di Ely, il monastero doppio fondato dalla sorella santa Eteldreda, della quale la medesima era badessa. Allorché quest'ultima morì, verso il 679, Sexburga fu eletta badessa in suo luogo. Nel 695 ella organizzò la traslazione del corpo, ancora incorrotto, della sorella in una nuova tomba che aveva fatto costruire ad Ely, comprendente un sarcofago in marmo bianco, dalle rovine romane di Grantchester.
La data del suo decesso non è nota con certezza, ma si sa che la sua salma fu sepolta ad Ely.

## Culto
Venerata come santa dalla Chiesa cattolica e dalla Comunione anglicana, la sua Memoria liturgica cade il 6 settembre.

## Discendenza
Ad Eorcenberht Sexburga diede quattro figli, due maschi e due femmine:
- Egberto (†673), che divenne nel 664 re del Kent ed in nome del quale la madre fu per un certo periodo reggente del regno[4];
- Hlothhere (†685), che divenne re del Kent alla morte del fratello Ecgberht;
- Ercongotha,[1] monaca presso l'abbazia di Faremoutiers e venerata come santa;
- Ermenegilda (†700), andata sposa a Wulfhere, re di Mercia e, rimasta vedova, divenne monaca e poi badessa presso l'abbazia di Ely; è venerata anch'ella come santa.